# Rudiloria kleinpeteri
Rudiloria kleinpeteri är en mångfotingart som först beskrevs av Hoffman 1949.  Rudiloria kleinpeteri ingår i släktet Rudiloria och familjen Xystodesmidae. Inga underarter finns listade i Catalogue of Life.